# Love ☆ Queen
「Love ☆ Queen」（ラブ・クイーン）は、E-girlsの19作目のシングル曲。2017年7月26日にrhythm zoneより発売。
11人体制後、初のシングルである。

## 概要
【CD＋DVD】【CD】【CD＋DVD＋写真集】の３形態で発売。
2017年6月5日に同曲の発売が解禁された。6月9日に音源が解禁された。
6月20日にE-girlsとしてはじめて海外撮影を行ったミュージックビデオが解禁、7月5日にジャケット写真等詳細を発表。

## 収録曲

### CD+DVD+Photobook / CD+DVD
CD
1. Love ☆ Queen
作詞:小竹正人、作曲:Henrik Nordenback・Christian Fast・Ellen Berg
  - 第一興商「LIVE DAM STADIUM コンテンツCM E-girls篇」CMソング[7]
  - 日本テレビ系『スッキリ!!』2017年8月度エンディングテーマ
  - CanCam2017年8月号 CMソング
  - サマンサタバサ & chouette 「2017AW 「& chouette」meets E-girls」CMソング[8]
  - AbemaTV『全力部活! E高』オープニングテーマ
2. Smile For Me
作詞:michico、作曲:Takashi Fukuda・michico
3. Tomorrow will be a good day
作詞:小竹正人、作曲:Elik Lidbom・Carlos Okabe
4. Piece of your heart
作詞:Maria Okada、作曲:The Rooftop
5. Love ☆ Queen (Instrumental)

DVD
1. Love ☆ Queen (Video Clip)
2. A Portrait of the Brand - new E-girls

### CDシングル
1. Love ☆ Queen
2. Smile For Me
3. Tomorrow will be a good day
4. Piece of your heart
5. Love ☆ Queen (Instrumental)
6. Smile For Me (Instrumental)
7. Tomorrow will be a good day (Instrumental)
8. Piece of your heart (Instrumental)